# Szczep (mikrobiologia)
Szczep – populacja drobnoustrojów (głównie bakterii) w obrębie gatunku lub odmiany, wyróżniająca się określonymi cechami fizjologicznymi lub genetycznymi (np. szczep Escherichia coli odporny na ampicylinę to E. coli ampR).